# Danielle Campbell
Danielle Campbell (ur. 30 stycznia 1995 w Chicago) – amerykańska aktorka, która grała m.in. w serialach The Originals i Runaways.

## Kariera
Została odkryta przez agenta Disneya podczas wizyty u fryzjera w Chicago. Jej pierwszą poważną rolą była postać Gracey Hollander, w którą wcieliła się w czterech epizodach serialu Prison Break. W 2008 zagrała Darlę w filmie The Poker House. W 2010 pojawiła się w filmie wytwórni Disneya Starstruck (Randka z gwiazdą) oraz podpisała umowę zobowiązującą ją do dalszej współpracy z wytwórnią.
Danielle w 2013 roku została obsadzona w głównej roli, w serialu The Originals, w którym wcieliła się w potężną szesnastoletnią czarownicę Davine. W 2015 roku zagrała główną rolę w filmie Race to Redemption, zagrała m.in. z Lukiem Perrym i Aidenem Flowersem. W 2016 roku wcieliła się w rolę Maddie w filmie F*&% the Prom. W 2018 roku wystąpiła w teledysku do piosenki "Better With You" Jessego McCartneya.
W czerwcu 2018 ogłoszono, że zagra w serialu Opowiedz mi bajkę. Jej postać w pierwszym sezonie nawiązywała do Czerwonego Kapturka. W drugim sezonie również dołączyła do głównej obsady, tym razem jej postać nawiązuje do baśni o śpiącej królewnie.

## Filmografia

### Film
| Rok  | Tytuł                      | Rola            | Uwagi |
| ---- | -------------------------- | --------------- | ----- |
| 2008 | The Poker House            | Darla           |       |
| 2011 | Bal Maturalny              | Simona Daniels  |       |
| 2012 | Ciotka kontra mafia        | Cindy Needleman |       |
| 2016 | Race to Redemption         | Hannah Rhodes   |       |
| 2017 | F*&% the Prom              | Maddy           |       |
| 2018 | You Can Choose Your Family | Allison         |       |
| 2018 | Ghost Light                | Juliet Miller   |       |
| 2018 | Amerykańskie pieszczochy   | Halle           |       |

### Telewizja
| Rok       | Tytuł             | Rola             | Uwagi              |
| --------- | ----------------- | ---------------- | ------------------ |
| 2006-2007 | Prison Break      | Gracey Hollander | 4 odcinki          |
| 2010      | Zeke i Luther     | Dani             | 1 odcinek          |
| 2010      | Randka z gwiazdą  | Jessica Olson    | film TV            |
| 2012      | Drop Dead Diva    | Carla Middlen    | 1 odc.             |
| 2013-2018 | The Originals     | Davina Claire    | gł. rola, 70 odc.  |
| 2017-2018 | Runaways          | Eiffel           | 6 odc.             |
| 2018      | Alive in Denver   | Liz              | gł. rola, 8 odc.   |
| 2018      | Famous In Love    | Harper Tate      | 10 odc.            |
| 2018      | Shrimp            |                  | film TV            |
| 2018      | All American      | Hadley           | 1 odc.             |
| 2018-2020 | Opowiedz mi bajkę | Kayla; Olivia    | w głównej obsadzie |